# Friedrich Fleiter
Friedrich Fleiter (* 1836; † 1924) war ein deutscher Orgelbauer.

## Leben
Friedrich Fleiter lernte beim Orgelbauer Haupt in Osnabrück und war später Werkmeister der Orgelbauwerkstatt von Franz Wilhelm Sonreck, bevor er sich 1872 in Münster selbständig machte. Seine erste Orgel baute er dort für das Franziskanerkloster. Bis zur Mitte der 1890er Jahre baute er Orgeln mit mechanisch traktierten Schleifladen, seit 1895 solche mit pneumatischer Traktur. Er konstruierte eine 1895 patentierte so genannte Kapsellade zur Steuerung des Windladensystems.
Seine Firma hatte zunächst ihren Sitz im damaligen Kolpinghaus, bis sie 1885 in ein eigenes Werkstattgebäude umzog. Friedrich Fleiter war Mitbegründer des Bundes Deutscher Orgelbaumeister.
Im Jahre 1912 übernahm sein Sohn Ludwig Fleiter (1880–1963) den Betrieb, der als Nachfolgeunternehmen noch heute existiert. Dem ist ein Orgelmuseum angegliedert, in dem auch das 1880 von Friedrich Fleiter für die Kirche zu Albachten gebaute Exemplar ausgestellt ist.

## Werkliste (Auswahl)
| Jahr           | Ort                            | Gebäude                  | Bild | Manuale | Register | Bemerkungen |
| -------------- | ------------------------------ | ------------------------ | ---- | ------- | -------- | --- |
| 1868           | Plate (Lüchow)                 | St. Marien               |      | II/P    | 30       | Reparatur durch Orgelbauer Friedrich Fleiter in Fa. Rohlfing, Osnabrück                                                                                         |
| 1875           | Westkirchen                    | St. Laurentius           |      | II/P    | 20       | [ 3 ] |
| 1876–1878      | Lohne (Oldenburg)              | St. Gertrud              |      | II/P    | 30       | Historischer Prospekt in Teilen erhalten |
| 1878           | Walstedde                      | St. Lambertus            |      | II/P    | 14       | 2006 renoviert |
| 1880           | Albachten (Münster)            | St. Ludgerus             |      | I       | 8        | Sie steht heute im Orgelmuseum. |
| 1882           | Münster                        | St.-Mauritz-Kirche       |      | II/P    | 24       | Info zur Orgel |
| 1883           | Everswinkel                    | St. Magnus               |      | II/P    | 23       | erhalten |
| 1883           | Rinkerode                      | St. Pankratius           |      | II/P    | 19 / 20  | |
| 1885 oder 1886 | Lingen (Ems)                   | St. Bonifatius           |      | II/P    | 27       | St.-Bonifatius-Kirche, Orgel. 125 Jahre Orgelbau ... (Literatur) S. 35 gibt 1886 an. Unter Verwendung des Positivs und eines Registers des Vorgängerbaus        |
| 1886           | Werth (Isselburg)              | St. Peter und Paul       |      | I/P     | 8        | [ 3 ] [ 8 ] |
| 1888           | Berlin                         | Kloster vom Guten Hirten |      | II/P    | 19       | Ursprünglich im Charlottenburger Kloster mit 13 Registern, 1979 überarbeitet und erweitert → Orgel                                                              |
| 1887 oder 1884 | Lindern (Oldenburg)            | St. Katharina von Siena  |      |         | 27       | im Laufe der Zeit mehrfach umgebaut bzw. ergänzt |
| 1888           | Havixbeck-Hohenholte           | St. Georg                |      | II/P    | 15       | erhalten, 1991 restauriert |
| 1888           | Essen (Oldenburg)              | St. Bartholomäus         |      | II/P    | 34       | erhalten! |
| 1888 / 1889    | Ottmarsbocholt                 | St. Urban                |      | II/P    | 22       | „unter Verwendung des Pfeifenmaterials der Vorgängerorgel“, s. Geschichte_und_Architektur von St. Urban. 125 Jahre Orgelbau ... (Literatur) S. 35 gibt 1889 an. |
| 1889           | Sendenhorst                    | St.-Josef-Stift          |      | II/P    | 22       | [ 3 ] |
| 1890 / 1899    | Mesum                          | St. Johannes Baptist     |      | II/P    | 23       | Älteste spielbare Orgel im Dekanat Rheine. Ursprünglich 15 Register, 1991 durch Zufügung einer Chororgel auf 23 Register erweitert.                             |
| 1890           | Darup                          | Ss. Fabian und Sebastian |      | II/P    | 22       | Erweiterung der Orgel |
| 1890           | Münster                        | St. Aegidii              |      |         |          | St. Aegidii, Ausstattung: Teile der Orgel wiederverwendet |
| 1891           | Drensteinfurt                  | St. Regina               |      |         |          | Umbau der Vorenweg-Orgel von 1790. |
| 1892           | Münster                        | Lambertikirche           |      |         |          | Umbau der alten Orgel, im Zweiten Weltkrieg zerstört |
| 1893           | Barlo (Bocholt)                | St. Helena               |      | I       |          | 1957 erweitert; Disposition |
| 1894 / 1882    | Herbern (Ascheberg)            | St. Benedikt             |      | II/P    | 21 / 22  | St. Benedikt, Orgel: restauriert. 125 Jahre Orgelbau Friedrich Fleiter (Literatur) S. 35 verzeichnet allerdings als Jahr 1882 und 22 Register.                  |
| 1894           | Holthausen (Laer)              | St. Marien               |      | I/P     | 9        | [ 3 ] |
| 1895           | Rheda-Wiedenbrück              | St. Marien               |      | II/P    | 22       | Info zur Orgel |
| 1898           | Billerbeck                     | St. Ludgerus             |      |         | 28 / 32  | Info zur Orgel |
| 1899           | Duisburg                       | Liebfrauenkirche         |      |         | 34       | Kirche im Zweiten Weltkrieg zerstört, s. Duisburg, Bauwerke |
| 1904–1908      | Münster                        | Heilig-Kreuz-Kirche      |      | II/P    | 35       | Heilig-Kreuz-Kirche, Orgel. „Pneumatische Traktur mit Kapselladen“, „romantisch geprägte Großorgel“                                                             |
| 1911           | Neuenkirchen (Kreis Steinfurt) | St. Anna                 |      | IV/P    | 58       | Infos zur Orgel |
| 1926           | Borghorst                      | St. Nikomedes            |      | III/P   | 68       | |
| 1983           | Münster-Albachten              | St. Ludgerus             |      | II/P    | 19       | |
| 1993           | Hiddingsel                     | St. Georg                |      | II/P    | 23       | → Orgel |
| 2009–2012      | Billerbeck                     | St. Ludgerus             |      | IV/P    | 67       | Infos zur neuen Orgel |